# Хаджа-Мухаммад-хан
Хаджа-Мухаммад-хан (*д/н —бл. 1459) — 5-й володар Тюменського ханства у 1454/1456—1459 роках.

## Життєпис
Походив з династії Чингізидів, гілки Шибанідів. Був сином Алібека, сина Бек-Кунди (відомого як Беккноді або Бек Хванді), сина Ільбака, сина Бадакула, онука Багадур-оглана. Відомості про нього обмежені та суперечливі. Тривалий час його ототожнювали з Хаджі-Мухаммедом, ханом Золотої Орди, а також з Махмуд-Ходжою-ханом.
Радянські дослідники З. Я. Бояршинова та М. М. Степанов вважали, що Хаджа-Мухаммад вже в 1420-х роках підкорив приїшимських «татар» і заснував місто Кизил-Туру у злиття Ішима та Іртишу. Але є відомості про це місто як столицю Ішимського ханства у домонгольську добу. Тому вважається, що Хаджа-Мухаммад міг вести війни з родом тайбугінім, що були впливовими «князьцями» в цьому регіоні. Водночас цей період характеризується боротьбою декількох володарів — Давлат-шейха, Махмуд-Ходжи, Джумадука.
Відомо, що вжеу 1430-х роках мав свій юрт на сході колишнього улусу Шибана. Ймовірно у 1430/1431 році визнав зверхність свого родича Абулхайр-хана. Після перенесення у 1447 році тим фактичної столиці до Сигнаку став майже незалежним.
Здобуття повної самостійності Хаджа-Мухаммадом відбулося ймовірніше у середині 1450-х років. В той час Абулхайр-хан стикнувся з повстанням казахських султанів та боротьбою з ойратами. Тривалість та обставини панування погано відомі. Помер десь близько 1459 року. Йому спадкував син Махмуд-хан, відомий як Махмутек.